# Миколай Цвіт
Цвіт Максим (чернече ім'я — Миколай; *близько 1730 — †1787, Київ) — український освітній та релігійний діяч в добу Гетьманщини, викладач, архімандрит пекінської духовної місії, місіонер.

## Біографія
Навчався в Києво-Могилянській академії (з початку 1740-х років до 1752/1753 навчального року), був одним із найкращих вихованців професора С. Тодорського та К. Крижанівського, відомих знавців іноземних мов.
Продовжив навчання в Німеччині. 1753 і 29 жовтня 1760 записаний в реєстрах Кенігсберзького університету.
По закінченні навчання прийняв чернечий постриг у Києво-Печерській Лаврі, звідки примусово емігрує на Московщину, до Смоленської семінарії на посаду викладача французької мови. Деякий час перебував при митрополиті Великоновгородському і Великолуцькому Дмитрі Сєченові.
У березні 1762 разом з двома дияконами, Андрієм Щировським та Василем Мгонським, направлено до Кенігсберга ієродияконом похідної церкви. Проте через укладення миру Московії з Пруссією посланці не доїхали до місця призначення.
1763 призначено до Троїце-Сергієвої семінарії, де викладав французьку та німецьку мови до початку 1768. У семінарії мав 16 учнів, які вивчали німецьку мову, й 15 — французьку. Навчав їх граматиці й перекладу.
Перебуваючи в Московії, не поривав зв'язків з Києво-Печерською Лаврою. Зокрема, в листі до архімандрита КПЛ 3. Валькевича від 11 січня 1764 просив вважати його і надалі членом лаврського братства, зазначаючи, що він «есть сын святыя обители» і «где бы ни был телом до времени, однак духом всегда буду в святыя великія Кіевопечерскія Лавры обращатся пребывать… неотступно, и буду сыном собственным святыя обители Печерскія везде називатися».
8 вересня 1767 рукоположено у Москві в архімандрита пекінської духовної місії, метою якої було не лише «відправлення служб та треб церковних» для православних християн, які перебували в Пекіні, а й розповсюдження Слова Божого поміж китайцями. У січні 1768 посланці вирушили з Москви і лише 8 листопада 1771 прибули до Пекіна. Попередники залишили територію й приміщення пекінської місії в незадовільному стані. Незважаючи на погане фінансування місії Синодом, Миколай відремонтував дах Стрітенської церкви, замовив нові ризниці, поставив нову кам'яну стіну біля Микільської церкви, залатав у ній дах, звів кам'яну огорожу навколо місійного цвинтаря, відремонтував церковні будинки, а деякі поставив заново, оновив і підтримував сад. Йому вдалося також розширити територію місії. За час його настоятельства кількість православних збільшилась, з'явилося 24 нових охрещених. Одночасно керував у Пекіні школою, де посланці вивчали китайську мову та її діалекти. По поверненні з Пекіна на початку 1783 якийсь час був у Московському Чудовому монастирі.
Повернувся в Україну, де 21 травня 1783 дістав призначення настоятеля Київського Кирилівського монастиря. Після перетворення монастиря на жіночий (1786) звільнився на спочинок до КПЛ, де помер і, ймовірно, похований.